# غسان الزامل
غسان الزامل (مواليد 1963 في دمشق) مهندس كهرباء وسياسي سوري شغل منصب وزير الكهرباء في حكومتي حسين عرنوس الأولى والثانية من 30 آب 2020 إلى 23 أيلول 2024.
حاصل على إجازة في الهندسة الكهربائية من جامعة دمشق عام 1993. بدأ عمله في الشركة العامة لكهرباء درعا 1995، وشغل مهام رئيس دائرة صيانة طوارئ المتوسط من عام 2000 حتى 2011 ومدير التشغيل عام 2012 ومعاون مدير شركة كهرباء درعا عام 2014 ومدير عام شركة كهرباء درعا عام 2017 حتى 2020.
متزوج ولديه ثلاثة أبناء “ابن وبنتان”.